# Nil Kham Haeng
Nil Kham Haeng ist ein archäologischer Fundplatz im Khao-Wong-Prachan-Tal in der Provinz Lop Buri, Zentral-Thailand, etwa 15 km nördlich der Stadt Lop Buri.

## Grabungsgeschichte
Die Anlage wurde teilweise zerstört und erstreckt sich über eine Fläche von rund 3 ha. Spuren menschlicher Aktivitäten finden sich bis in mehr als sechs Metern Tiefe, wobei zwei Phasen zu unterscheiden sind.

## Funde
Nil Kham Haeng ist eine Stätte der Kupferzeit, was sich schon in der ältesten Schicht zeigt. Es finden sich dort auch Anlagen zur Tonwarenfertigung, die der Phase 2 in Non Pa Wai ähneln und mit Hilfe der Radiokohlenstoffdatierung auf 1300 bis 900 v. Chr. datiert werden. 
In der zweiten, jüngeren Lage (datiert auf etwa 900 bis 380 v. Chr.) zeigen sich viele dünne Schichten aus Asche und Metallschlacke. Weiss (1992) vermutet, dass es sich um Überreste von Metallarbeiten während der Trockenzeit handelt, die während des Monsuns verlagert worden sind.
Um etwa 700 v. Chr. finden sich Zeichen der Veränderung bei Nil Kham Haeng. Vierzehn Grablegungen wurden gesichert, die meisten in nord-südlicher Ausrichtung. Ein Toter wurde mit seinem Kopf auf eine Kupferader gebettet und erhielt drei Tonkrüge als Grabbeigabe. Eine Reihe von Armbändern aus Kupfer und Eisen wurde gefunden, erstmals wurde hier Eisen zu dekorativen Zwecken verwendet. Nach dieser Zeit scheint die Produktion in Nil Kham Haeng drastisch erweitert worden zu sein. Meist enthielt das verarbeitete Kupfer einen hohen Gehalt an Arsen, doch finden sich auch zwei Stücke mit einem 10-prozentigen Zinnanteil. Sie sind vermutlich Importware, da sie nicht der lokalen Verhüttungsmethode entsprechen. 